# Yamaha XV 500
La Yamaha XV 500 est une moto custom du constructeur japonais Yamaha. La XV 500 fabriquée de 1983 à 1986 avec suspension arrière centrale faisait partie de la gamme de customs  de Yamaha.